# Albrecht von Bibra

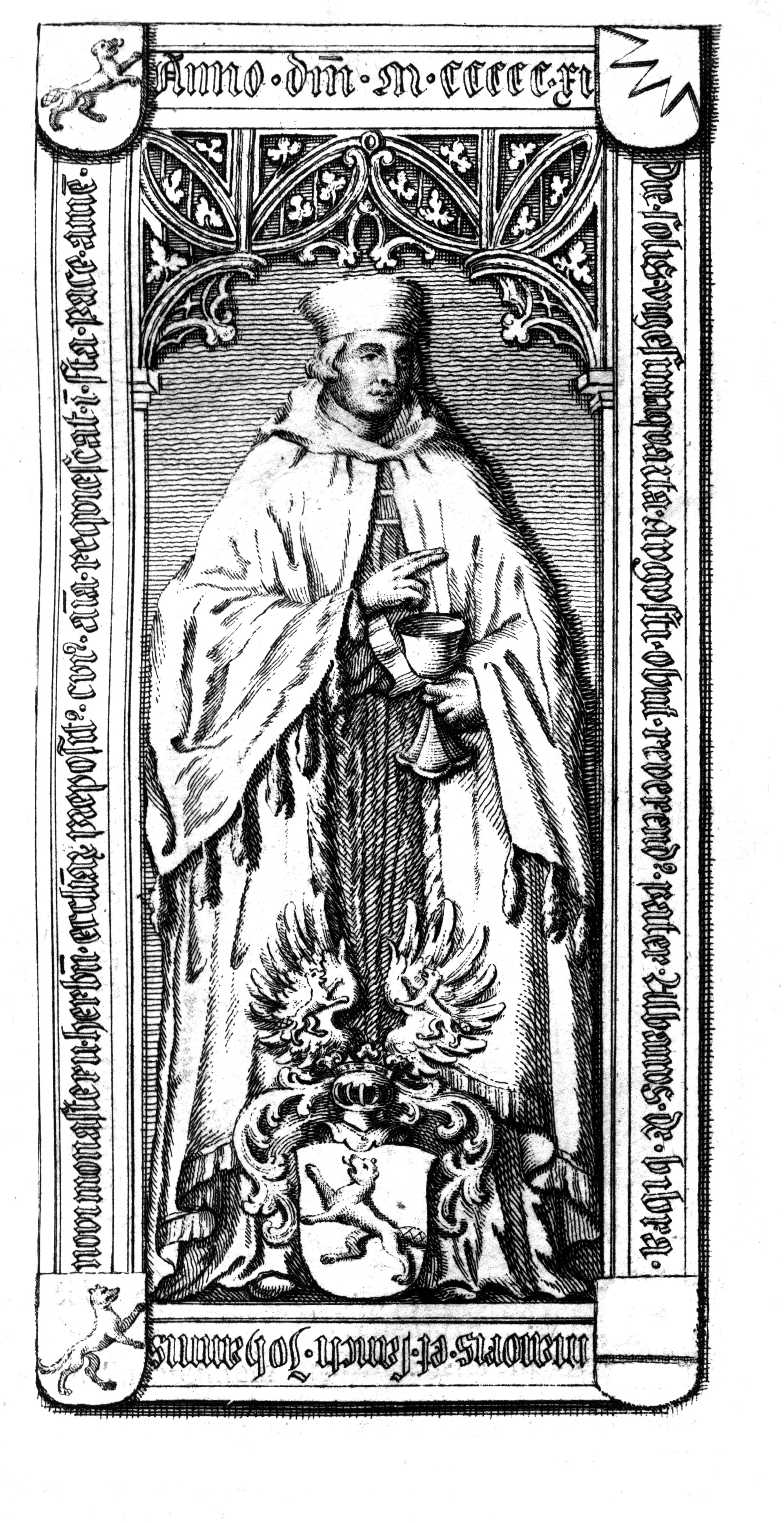
Epitaph von Albrecht von Bibra nach Johann Octavian Salver 1775

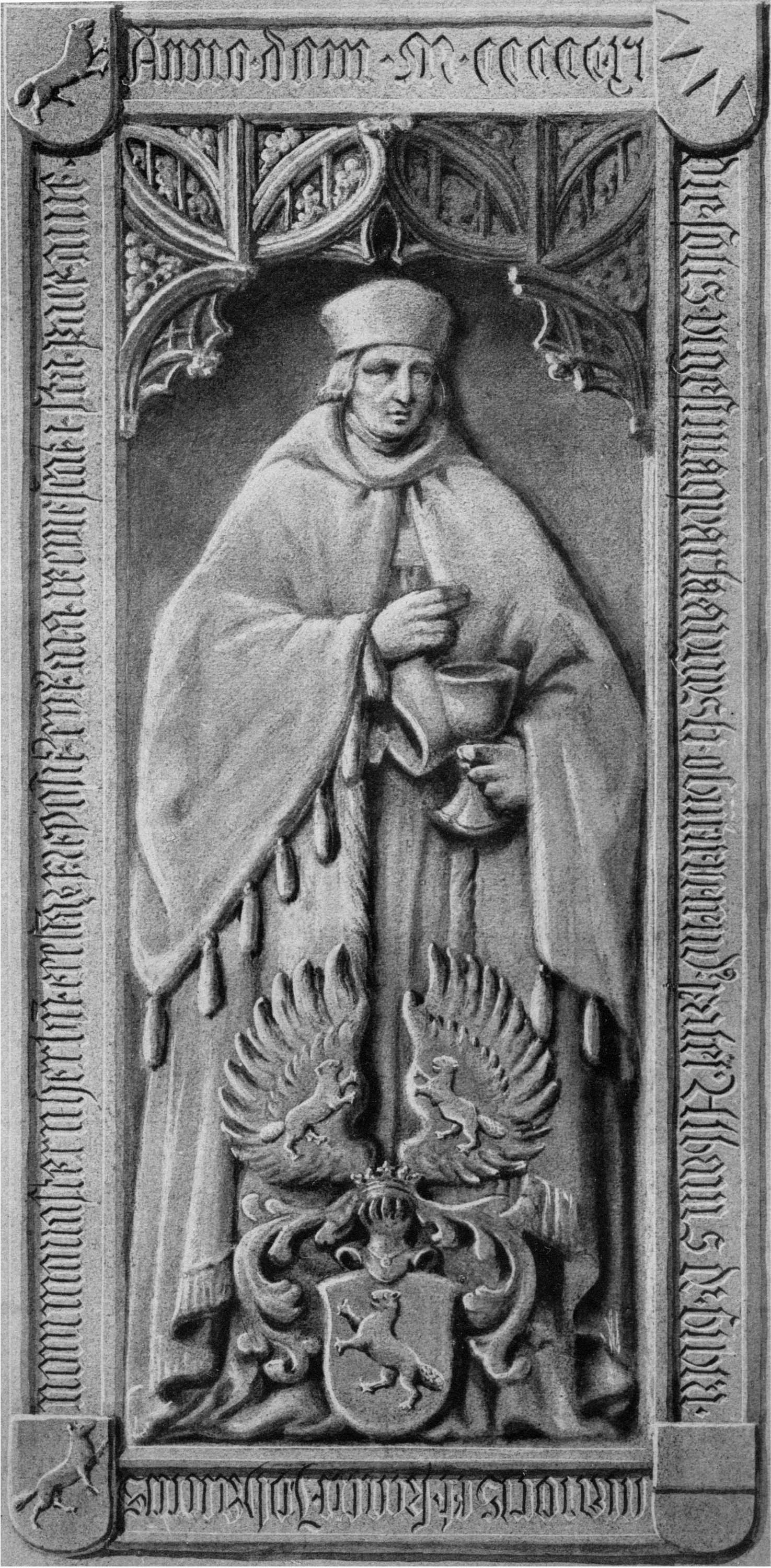
Epitaph von Albrecht von Bibra, 1882

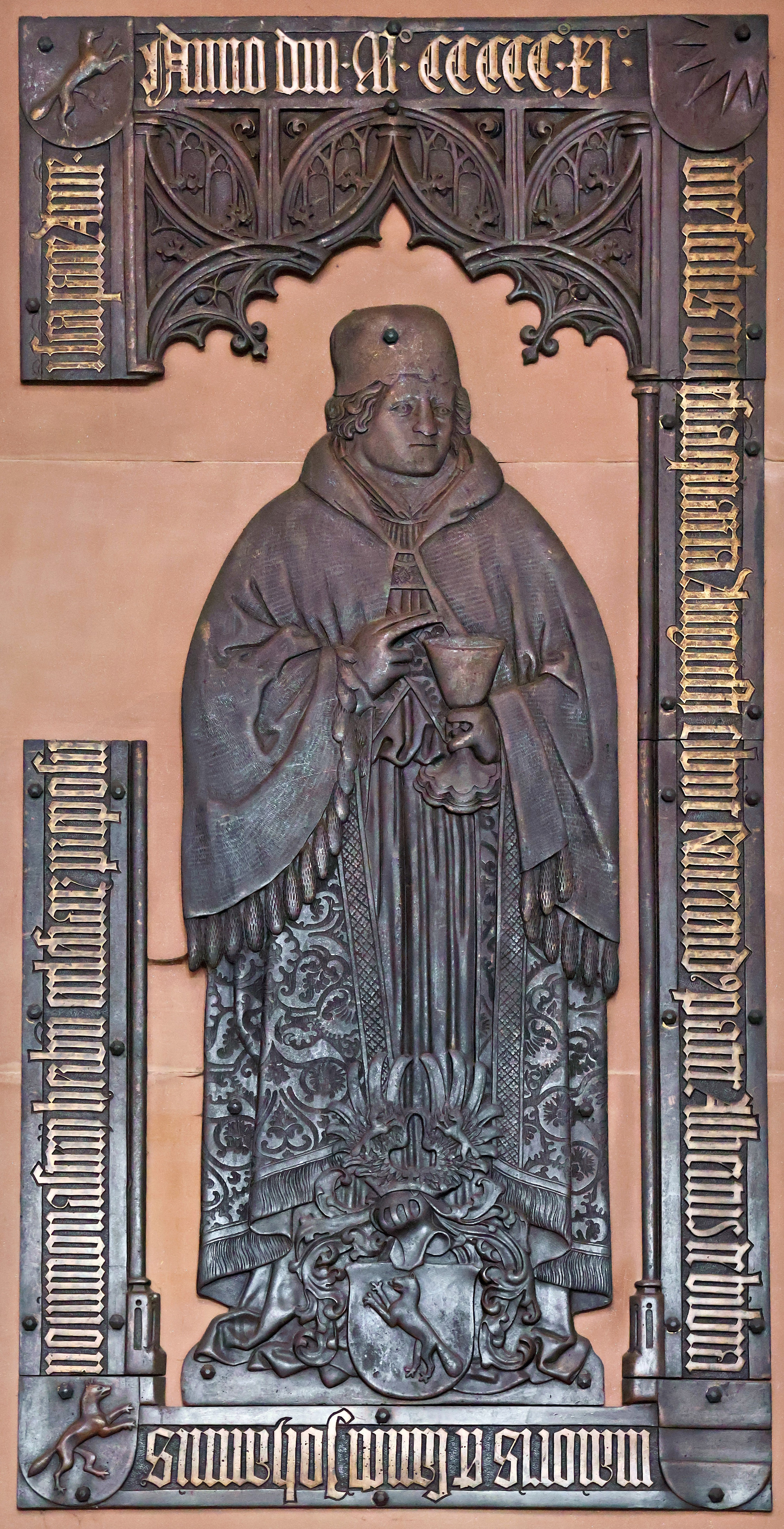
Epitaph von Albrecht von Bibra im Würzburger Dom

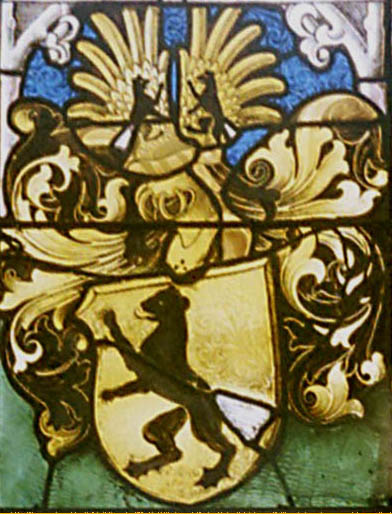
Albrecht, Lorenz und Kilian von Bibra haben in der Kirche St. Leo in
Bibra für sich jeweils ein Kirchenfenster mit dem Bibraer Wappen geschmückt.

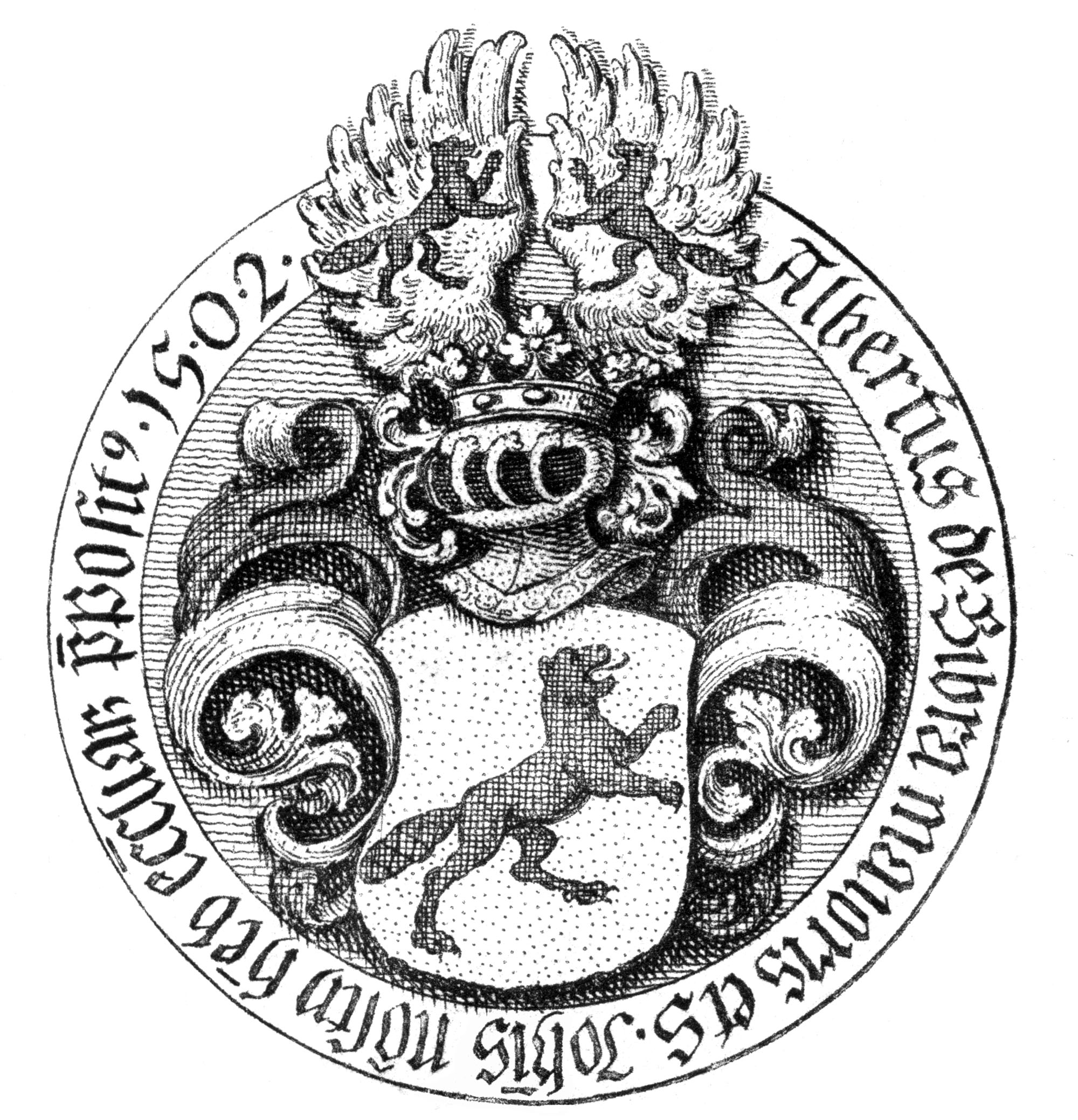
Wappen nach Johann Octavian Salver, 1775

Albrecht von Bibra, auch Albert oder Alban († 24. August 1511 in Würzburg) war Domherr von Würzburg (Dompropst 1502) und Bamberg. Er war auch
Propst im Kollegiatstift Neumünster.

## Herkunft und Familie
Albrecht von Bibra stammt aus dem thüringisch-fränkischen Adelsgeschlecht der von Bibra. Albrecht stammte aus der Ehe von Georg von Bibra und Elisabeth von Modschiedler, seine Geschwister waren Johann und Kaspar.
Die Familie von Bibra stellte in Bamberg und Würzburg zahlreiche Domherren. Zeitgleich mit Albrecht stellte die Familie Bibra mit Lorenz von Bibra den Würzburger Fürstbischof (1495–1519) und zwei Jahrzehnte später einen weiteren, Konrad III. von Bibra (1540–1544). Weitere Namensträger in zeitgleichen geistlichen Diensten waren Kilian von Bibra und Wilhelm von Bibra.

## Leben

### Aufstieg in geistlichen Ämtern
Nach einem Studium an der Universität Ingolstadt übernahm Albrecht erste Ämter, bis er schließlich als Domherr in Würzburg eingesetzt wurde. In mehreren erhaltenen Schreiben wird Papst Innozenz VIII. als Fürsprecher Albrechts sichtbar. Er empfahl ihn auch dem Bamberger Bischof Philipp von Henneberg als Domherrn. Bei der Wahl des Dompropstes Lorenz von Bibra zum neuen Bischof war Albrecht Mitglied des wählenden Domkapitels und begleitete den Bischof bei seiner Anerkennung durch Kaiser Maximilian zum Reichstag von Nördlingen.

### Besitzungen
Albrecht von Bibra verfügte über umfangreiche Lehen nachweislich 1464 im Hochstift Würzburg, 1480 mit Ritschenhausen von Bayern-Landshut und 1493 mit Besitz in 13 Ortschaften, darunter auch im namensgebenden Bibra und Henneberg von Henneberg-Schleusingen. Nach der Chronik von Lorenz Fries soll Albrecht über ein namhaftes Vermögen verfügt haben.

### Grabmal
Albrecht von Bibra wurde im Würzburger Dom bestattet. Sein Epitaph trägt die Wappen von Bibra, Fuchs, Modschiedler und Vestenberg.
Die Inschrift lautet nach Johann Octavian Salver: An. dom. 1511 die solis vigesima quarta augusti obiit reverendus pater Albanus de Bibra, majoris et sancti Joannis novi monasterii herbip. ecclesiarum Praepositus, cujus anima requiescat in sncta pace. Amen.